# Phtheochroa ochralana
Phtheochroa ochralana es una especie de polilla de la familia Tortricidae. 

## Distribución
Se encuentra en Túnez y en Malta.